# Maria Andergand
Maria Andergand (* im 16. Jahrhundert; † 15. Februar 1595 in Unterschlatt; heimatberechtigt in Altdorf UR) war eine Schweizer Äbtissin.

## Leben
Maria Andergand wurde am 24. Juni 1581 zur Novizin im Klarissenkloster Paradies in der Gemeinde Unterschlatt. 1582 legte sie ihr Ordensgelübde ab. Sie wurde 1589 die zweite Äbtissin des nach der Reformation wiederbelebten Klosters; 1594 resignierte sie krankheitsbedingt. Nachdem 1587 das Klostergebäude völlig abgebrannt war, begann Andergand den Wiederaufbau mit Hilfe von Rochus Nachbaur, Altguardian der Franziskaner von Luzern. Als er zu eigenmächtig handelte, bat sie vergeblich um seine Abberufung. Während der Bauzeit lebte sie mit dem 19-köpfigen Konvent notdürftig in einem Bauernhaus. Andergand reorganisierte den Konvent, nachdem die Nonnen unter der grausamen Behandlung durch ihre Vorgängerin, die sittenlose Anna von Oftringen, stark gelitten hatten.